# 金銀糸

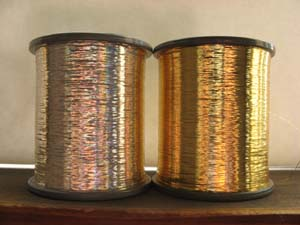
金糸と銀糸

金銀糸（きんぎんし）とは金糸（きんし）・銀糸（ぎんし）・ラメ糸などの総称である。

## 概要
漆などで金箔を和紙に貼り付け糸状に切ったものを平金糸（ひらきんし）・平箔（ひらはく）・箔糸（はくいと）などと言い、それ以外の糸を芯に金箔やフィルムなどを巻きつけたものを撚金糸（よりきんし）と言う。近年は純金の箔（はく）の代わりにポリエステルの薄いフィルムにアルミニウムなどの金属を蒸着（じょうちゃく）させたものが多い。
古くから、高級な衣服などに使用されてきたが、薄い金銀箔と丈夫な和紙の技術の発達した日本において、特に普及した製品である。
京都府城陽市を中心とする山城（やましろ）地域が日本国内シェアの80%を占める産地である。

## 歴史

### 日本の歴史
古墳などから出土している古代の金糸は、薄く延ばした金の板を裁断し、螺旋状に撚った中空のパイプ構造をしているものである。飛鳥京跡の「飛鳥池工房遺跡」からは、古代金糸の失敗作を丸めた塊や小さな破片が出土し、金糸の製作をしていたことが確認された。
時代が下がると、金糸は和紙に漆を塗り、その表面に金箔を貼り付け、糸状に裁ったものである平箔と、芯糸の回りに平箔を巻いて撚った撚金糸へと変化していく。中世から近世にかけての金糸の多くがこの種類である。
本来は、和紙と金箔を用いる伝統的な手工業だったが、大正10年頃より丸撚りの機械化が進められたことと、昭和30年代にポリエステルフィルムと真空蒸着機（しんくうじょうちゃくき）の出現により製造方法が激変したことにより、大量生産が行われるようになった。
出土・宝物
- 6世紀前半から中期 - 滋賀県の甲山古墳（かぶとやまこふん）から金糸が出土している。
- 6世紀後半 - 島根県の上塩冶横穴墓群から金糸が出土している。
- 6世紀から7世紀 - 鳥取県のマケン堀横穴墓群から金糸が出土している。
- 古墳時代 - 大阪の阿武山古墳（古墳時代・7世紀前半の須恵器が出土）において「撚金糸」が出土している。
- 7世紀後半から8世紀 - 法隆寺の献納宝物の『忍冬文繍残片』に撚金糸が使われている。
- 8世紀 - 正倉院の綴織のひとつに平金糸が使われている。

記録
- 1565年（永禄8年） - 『耶蘇会士日本通信』に、永禄8年京都に来日した宣教師ルイス・フロイスは「パードレは当地方産の金襴の祭服を着てミサを始めたり」と記されている。
- 1592年（文禄元年） - 『鹿苑日記』「洛下の町人錦襦一尺余献ず、蓋し始めて織出す」と記されている。
- 1686年（貞享3年） - 『雍州府志』に「野本氏によりて、始めて金襴を織り出す」と記されている。
- 慶長年間 - 『名物裂輯成』に「慶長年間から我国内で算出せられた金襴に坂田屋切と云うもの有り、泉州堺の織物坂田屋にて製し始めたもので有る。是を中国の産に比較して見ると、絲筋は能く整っているにも拘らず、地質は非常に劣って居る。而して其の織込むに用いた金の箔紙は、支那から輸入した物を用いていたのである」と記されている。
- 1638年（寛永15年） - 『毛吹草』の4巻に「京都西陣造る品目中に金襴の名有り」と記されている。
- 1682年（天和2年） - 『大百科事典』の外国より輸入停止する品目に「金糸・羅紗・猩猩緋・其の他毛織物と有り京都西陣にて精巧な金襴を製出し、質優に中国舶来品を凌ぎ、世に舶来品と称して頒布す」と記されている。
- 1724年（享保9年） - 幕府より金銀糸に関する令が下る「金銀糸にて繍せしは銀三百目、染なす物510目を限りとすべし、此の定価に越し品は製造を禁ず」と記されている。
- 1745年（延享2年） - 『西陣天狗筆記』に「公認されし高機織屋7組仲間は松・鶴・竹・亀・梅・永の字・紗の7組。永の字と梅組326軒は錦・金襴等、箔を使用した織物を織りしと云う」と記されている。
- 1829年（文政2年） - 『止戈枢要要機織彙編』の巻三の金絲捻絲、金絲捻方に「一、本金位の名、ぶつ（同濃ぶつ）中焼又大焼、是は古金襴を織る箔なり。捻金は一繰り長曲尺にて三丈5尺程あり。箔上中下は金の位に因って究め其上は金厚く掛る程良し。毛金糸は極く細く紡たるを云う。本金名は三筋を唱う是は糸金三筋程の太さ故に名附るなり。紙に置きたる箔幅曲尺にて二尺三寸大凢長一尺斗。金糸製方は鳥子紙の四方の耳へふのりを付浮張に板へ張り其上にふのりを漉て二返引乾きて後板よりはずし牙にて磨き其の上へ漆を引金箔を置金箔を真綿にて押さへる也。又箔の上へ漆を引き其上を刻むなり此を平金糸と云紡錘（つむ）にて茜木綿糸又は麻糸に右の平金を捻り付るを丸金糸と云尤平金糸切方は烟草を刻むと同じ口伝あり」と記されている。

出来事
- 1668年（寛文8年3月） - 倹約令として『奢侈禁止令』が幕府より出され、「金銀使用を堅く禁ず」とされた。
- 1703年（元禄16年） - 4月に幕府は初めて箔座を設置した。
- 1709年（宝永6年） - 箔座を廃止するが、金銀座の管理下に置く。
- 1937年（昭和13年）8月20日 - 戦時経済体制の強化に伴い金の使用制限が強化され、金糸を含む金製品の使用が原則禁止。使用する場合には大蔵大臣の許可が要するものとなった。

### 世界の歴史
インド
- 紀元前1000年から紀元前500年 - 『リグ・ヴェーダ』金糸織りを意味する「ヒラーニヤ」という語が出ている。国王が戦車に乗って出陣する時の衣裳とみられている。

中国
- 紀元前81年（前漢の始元6年） - 『塩鉄論』に「金の糸」を用いた衣服が記されている。織り込んだものか縫い取ったものかは明瞭でない。
- 3・4世紀頃 - 『魏略』に大秦国（ローマ・オリエント）では金縷織（きんるおり）・金罽（きんけい、金糸折り込みの毛織物）を産すると述べている。
- 1008年（祥符元年） - 『宋史』に金箔、金銀錦を含む金の禁令が出される。衣服関係の禁令では縷金・撚金・金線なども禁止された。

## 種類・形状

### 種類
プラチナ糸
- プラチナ箔使用したプラチナ糸

金糸
- 金箔を使用した金糸。
- 金を蒸着させたもの。
- 銀箔を貼り付けたものやアルミ、純銀を蒸着させた膜の上に、黄色の一般色染料または透明性の在る特殊蛍光黄色系、特殊蛍光橙系顔料を着色して、金色を出した金糸

銀糸
- 銀箔を使用した銀糸
- アルミ（または純銀）を蒸着させた膜を使用した銀糸
- アルミ（または純銀）の膜の上に黄色以外の色を着色したカラー銀糸

### 金銀糸の形状
1. 平金糸・平箔・箔糸- 金箔や着色したフィルムなどをスリットしたもの。
2. 撚金糸
  - 丸撚り- 芯糸が見えないようにびっしりと箔を巻きつけたもの。
  - 蛇腹撚り- 芯糸が見えるような隙間を空けて巻きつけたもの。蛇の腹のように見えるため蛇腹撚りと呼ばれる。
  - たすき撚り - 箔を中心として、芯糸を二本使って襷（たすき）のように巻きつけたもの。
  - 羽衣撚り- 芯糸に、箔をゆるく巻きつけたもの。

## 製法・加工

### 伝統的な製法
1. 和紙にきわめて薄い金銀箔を貼る。
  - ※この接着には漆（うるし）などが使用される。
2. 金銀箔を貼り付けた和紙を縦に細くスリットする。
  - この状態が平金糸（ひらきんし）であり、「箔」（はく）とも呼ばれる。
3. この「箔」を別の糸に巻きつけているものが撚金糸（よりきんし）である。

### 大量生産以後の製法
- きわめて薄いポリエステルフィルムなどに金属を真空蒸着する。この金属はアルミニウム、銀、金、錫（すず）、など蒸着できる金属であれば何でも良い。ただし、価格、性能などの面からアルミニウムが一般的には多く使用されている。
- アルミや銀などを蒸着したフィルムの場合、銀糸になる場合はそのまま使用されるが、金糸になる場合は　フィルムを黄赤色で着色して金色にするなどカラーバリエーションに応じてフィルムを着色する。
- マイクロスリッター機などで細くスリットする。この状態のものが平糸（ひらいと）であり、「箔」（はく）と呼ばれる。
- この箔を別の糸と撚糸機などを用いて撚り合わせる。この工程を「撚糸」（ねんし）という。

撚り方によって様々な種類の撚金糸（よりきんし）が出来る。撚り合わせる糸はポリエステルやナイロンなどの化学繊維から綿や絹などの天然繊維まで様々な種類がある。

### 薬品加工
布を織り上げてから、染色をしたり、薬品等を使用して処理することを後加工（あとかこう）という。繊維技術の発展により様々な後加工が繊維製品を作る上で必要不可欠な工程である。

#### 代表的な後加工
絹精練（きぬせいれん）
蚕の繭から繰糸された生糸には、「セリシン」という糊状の蛋白質が付いている為、弱アルカリ剤でこれを除去し、肌触りを良くし、光沢を出す加工。
アルカリ減量加工（あるかりげんりょうかこう）
ポリエステル織物の風合い（肌触りや光沢など）を良くする為、濃アルカリでポリエステル織物を処理する加工。ポリエステルの糸の表面層を溶かして除去し、柔らかくする。
シルケット加工（マーセライズ加工）
綿布や麻布を苛性ソーダ等で処理する加工。透明度が増し絹の様な光沢が出て、重量や強伸度、染料や薬品の吸収率も増加し、染め易くなる。
このような後加工に耐える金銀糸を後加工用の金銀糸と言う。
特に「アルカリ減量加工」に耐える金銀糸は無いと言われていたが、1979年（昭和54年）に泉工業株式会社が「ジョーテックス」（GEORTEX）という世界初の「アルカリ減量加工」に耐える金銀糸の開発に成功したため、この頃からポリエステル織物に金銀糸が使用され始めることになり、金銀糸の衣料への普及に大きく貢献した。